# Zračna luka Šahrud
Zračna luka Šahrud (IATA kod: nema, ICAO kod: OIMJ) smještena je kod grada Šahruda u sjevernom dijelu Irana odnosno Semnanskoj pokrajini. Nalazi se na nadmorskoj visini od 1279 m. Zračna luka ima jednu asfaltiranu uzletno-sletnu stazu dužine 2802 m, a koristi se za tuzemne letove. Vodeći zračni prijevoznik koji nudi redovne letove za Teheran-Mehrabad u ovoj zračnoj luci je Iran Aseman Airlines.

## Vanjske poveznice
- (engl.) DAFIF, World Aero Data: OIMJ  Arhivirana inačica izvorne stranice od 4. ožujka 2016. (Wayback Machine)
- (engl.) DAFIF, Great Circle Mapper: OIMJ